# Берти, Монтегю, 5-й граф Абингдон
Монтегю Берти, 5-й граф Абингдон (англ. Montagu Bertie, 5th Earl of Abingdon; 30 апреля 1784 — 16 октября 1854) — британский пэр. Он носил титул учтивости — лорд Норрейс с 1784 по 1799 год.

## Происхождение
Родился 30 апреля 1784 года. Третий сын Уиллоуби Берти, 4-го графа Абингдона (1740—1799), и Шарлотты Энн Эмили Уоррен (ок. 1750—1794), третьей дочери офицера Королевского флота Питера Уоррена (1703—1752) и Сюзанны Деланси. Так как его два старших брата умерли раньше своего отца, после смерти последнего 26 сентября 1799 года он стал его преемником в качестве 5-го графа Абингдона. Его отец умер неплатежеспособным, продав большую часть поместий в Уэстбери, Уилтшир, но он сохранил контроль над поместьями и, следовательно, за распределением парламентских мест для Уэстбери. 4-й граф продавал номинацию членов там с 1786 года, чтобы собрать деньги; его попечители и преемник продолжали эту практику до 1810 года, когда он продал поместье и контроль над местами сэру Манассе Лопесу.

## Карьера
В июле 1810 года он получил степень доктора гражданского права Оксфордского университета. Он был лордом-лейтенантом Беркшира (1826—1854) и главным стюардом Абингдона. В 1836 году он купил поместье Норт-Уэстон, сейчас в Грейт-Хасели, но тогда в Тейме, где он также владел поместьем с таким же названием.

## Семья
Лорд Абингдон был дважды женат. 27 августа 1807 года он женился первым браком на своей первой жене Эмили Гейдж (25 апреля 1776 — 28 августа 1838), дочери генерала достопочтенного Томаса Гейджа и Маргарет Кембл. Они жили в аббатстве Уайтхэм в Беркшире (ныне Оксфордшир) и имели восемь детей:
- Монтегю Берти, 6-й граф Абингдон (19 июня 1808 — 8 февраля 1884)[1], старший сын и преемник отца.
- Леди Шарлотта Маргарет Берти (23 июля 1809 — 7 ноября 1893)[1]
- Леди Эмили Каролина Берти (11 августа 1810 — 18 марта 1891), в 1830 году она вышла замуж за достопочтенного преподобного Чарльза Батерста (? — 1842), детей не имела
- Достопочтенный Альбемарль Берти (26 сентября 1811 — 4 февраля 1825)[1]
- Преподобный Генри Уильям Берти (16 сентября 1812 — 31 декабря 1894), викарий Грейт-Илфорда
- Леди Августа Джорджиана Берти (14 апреля 1815 — 7 мая 1815)[1]
- Достопочтенный Вер Перегрин Берти (23 ноября 1817 — 21 марта 1818)[1]
- Лейтенант Достопочтенный Браунлоу Чарльз Берти (19 августа 1819 — 30 декабря 1852 на пароходе из Панамы в Сан-Франциско).

11 марта 1841 года лорд Абингдон вторым браком женился на леди Фредерика Августа Керр (ок. 1816 — 26 ноября 1864), дочери вице-адмирала лорда Марка Роберта Керра и Шарлотты Макдоннелл, 3-й графини Антрим. Второй брак был бездетным.